# Mikroregion Japurá

Mikroregion Japurá

Mikroregion Japurá – mikroregion w brazylijskim stanie Amazonas należący do mezoregionu Norte Amazonense. Ma powierzchnię 73.029,1 km²

## Gminy
- Japurá
- Maraã